# 蘇哈多利納 (文尼察州)
48°18′20″N 28°39′34″E / 48.30556°N 28.65944°E
蘇哈多利納（烏克蘭語：Суха Долина）是位於烏克蘭西南部文尼察州裏圖利欽區的村莊，處於維利尚卡河畔，始建於1790年，面積0.49平方公里，海拔高度167米，2001年人口104。